# 少女フラクタル
少女フラクタル (しょうじょふらくたる) は、嵯峨飛鳥が設立した日本の同人音楽グループ。

## 略歴
2014年冬頃から活動を始めた幽閉サテライトの姉妹サークル。
東方Projectの素晴らしさを伝えるため、ボーカルアレンジ楽曲の制作をメインに、日本各地から中国や台湾などでライブ活動、声優、舞台出演等をしている。
代表曲の一つである『彷徨いの冥〜天〜』は、2019年8月のMusic Video公開から約半年で、100万回再生を達成し、2024年9月には700万回再生を達成した。
東方サークルとしての活動に留まらず、TVアニメでは『バーナード嬢曰く。』の主題歌『らぶ！ライブラリー』、『バトルアスリーテス大運動会 ReSTART!』の挿入歌、『アストロロロジー 〜おかしな12星座占い〜』の主題歌『キモチとココロ』、『バブル バス ベイ』等の作品でキャラクターの吹き替えを担当するなど幅広いジャンルでの活動を展開している。
ゲームでは「グルーヴコースター」「SOUND VOLTEX」「シンクロニカ」「CHUNITHM」などに楽曲提供している。
楽曲は幽閉サテライトでも作詞、編曲などを担当するメンバーによるものが主だが、初期の楽曲では編曲をRyu☆が担当するなど一部異なる点もある。また、2024年8月からはVTuberとしての活動も展開している。

## メンバー
| 名前      | よみ          | メンバーカラー | 誕生日  | 加入日         |
| --------- | ------------- | -------------- | ------- | -------------- |
| 二羽 凛奈 | ふたば りんな | 紫             | 6月27日 | 2021年6月 加入 |
| 朔間 咲   | さくま さき   | 黒             | 9月12日 | 2023年3月 加入 |

なおボーカル以外の所属メンバーは幽閉サテライトと共通している。

## 元メンバー
| 名前        | よみ            | メンバーカラー | 加入日                                      | 活動期間                     |
| ----------- | --------------- | -------------- | ------------------------------------------- | ---------------------------- |
| 如月 鈴     | きさらぎ りん   |                | 初期メンバー                                | 2014年12月末〜2015年8月末    |
| 柚木 梨沙   | ゆずき りさ     |                | 初期メンバー(手焼きCDにて先行発表。)        | 2014年11月末〜2018年9月末    |
| 天宮 みや   | あまみや みや   |                | 初期メンバー                                | 2014年12月末〜2021年7月初旬  |
| 姫城 碧海   | ひめぎ あみ     |                | 2018年5月初旬に頒布されたCDにて加入を発表。 | 2018年5月初旬〜2021年7月初旬 |
| 犬岡 ぽめ   | いぬおか ぽめ   | 青             | 2021年6月末の主催ライブにて加入を発表。     | 2021年6月末〜2021年9月末     |
| 黒羽 結華   | くろは ゆか     | 黒             | 2021年6月末の主催ライブにて加入を発表。     | 2021年6月末〜2021年9月末     |
| 星月 秘那   | ほしづき ひな   | 白             | 2021年6月末の主催ライブにて加入を発表。     | 2021年6月末〜2021年9月末     |
| 水森 御子   | みずもり みこ   | ピンク         | 2021年6月末の主催ライブにて加入を発表。     | 2021年6月末〜2022年1月中旬   |
| 神月 紅璃夢 | かんづき くりむ | 緑             | 2020年5月初旬のYouTube配信にて加入を発表。  | 2020年5月初旬〜2022年3月中旬 |
| 凪 ユイナ   | なぎ ゆいな     | 赤             | 2020年5月初旬のYouTube配信にて加入を発表。  | 2020年5月初旬〜2022年3月中旬 |
| 真白 桃樺   | ましろ もか     | チョコ         | 2022年5月初旬のYouTube配信にて加入を発表。  | 2022年5月初旬〜2022年7月上旬 |
| 夢乃 瑠愛   | ゆめの るあ     | 赤             | 2022年5月初旬のYouTube配信にて加入を発表。  | 2022年5月初旬〜2022年7月上旬 |
| 十色 奏音   | といろ おと     | 黄色           | 2020年5月初旬に頒布されたCDにて加入を発表。 | 2020年5月初旬〜2022年7月下旬 |
| 寧彩 ねい   | ねいろ ねい     | オレンジ       | 2021年6月末の主催ライブにて加入を発表。     | 2021年6月末〜2022年11月中旬  |
| 小鳥遊 咲桜 | たかなし さくら | 水色           | 2021年6月末の主催ライブにて加入を発表。     | 2021年6月末〜2022年11月中旬  |
| 琴梨 うた   | ことり うた     | 青             | 2021年12月末のYouTube配信にて加入を発表。   | 2021年12月末〜2022年11月中旬 |
| 兎月 めろ   | うづき めろ     | 白             | 2021年12月末のYouTube配信にて加入を発表。   | 2021年12月末〜2023年5月末    |

## ディスコグラフィ
| No.  | タイトル                 | 品番      | 頒布開始日(イベント名)                             |
| ---- | ------------------------ | --------- | -------------------------------------------------- |
| 1st  | 悠久の月に照らされて     | SJFT-0007 | 2015/10/18(第二回博麗神社秋季例大祭)               |
| 2nd  | ポーカーフェイス         | SJFT-0011 | 2016/03/13(東方名華祭10)                           |
| 3rd  | 果てなき風の軌跡さえ     | SJFT-0012 | 2016/05/08(第十三回博麗神社例大祭)                 |
| 4th  | 無邪気と言う名の正義     | SJFT-0015 | 2016/10/16(第三回博麗神社秋季例大祭)               |
| 5th  | 東の空の眠らない君       | SJFT-0017 | 2017/04/02(東方名華祭11)                           |
| 6th  | 透明な記憶の風穴         | SJFT-0018 | 2017/05/07(第十四回博麗神社例大祭)                 |
| 7th  | トロイメライ             | SJFT-0021 | 2017/10/15(第四回博麗神社秋季例大祭)               |
| 8th  | 秘密のソルベ             | SJFT-0026 | 2018/04/01(東方名華祭12)                           |
| 9th  | 月まで飛び跳ねて         | SJFT-0029 | 2018/05/06(第十五回博麗神社例大祭)                 |
| 10th | その日、夢想は共鳴する   | SJFT-0037 | 2018/10/14(第五回博麗神社秋季例大祭)               |
| 11th | 無限の旅、僕らの選択     | SJFT-0043 | 2019/03/17(東方名華祭13)                           |
| 12th | 終天のアリア             | SJFT-0044 | 2019/05/05(第十六回博麗神社例大祭)                 |
| 13th | 彷徨いの冥～天～         | SJFT-0047 | 2019/10/06(第六回博麗神社秋季例大祭)               |
| 14th | 裏表ロンリネス           | SJFT-0052 | 2020/03/22(第十七回博麗神社例大祭)                 |
| 15th | あなたの幸せ、私の幸せ。 | SJFT-0057 | 2020/10/11(東方紅楼夢16、第七回博麗神社秋季例大祭) |
| 16th | 雲隠レシ空、誰を想フ。   | SJFT-0059 | 2021/03/21(第十八回博麗神社例大祭)                 |
| 17th | 星空を地に堕として       | SJFT-0064 | 2021/11/28(東方紅楼夢17)                           |
| 18th | 秘められた意図           | SJFT-0065 | 2021/10/24(第八回博麗神社秋季例大祭)               |
| 19th | 巡る運命                 | SJFT-0067 | 2022/05/08(第十九回博麗神社例大祭)                 |
| 20th | 天を掴むまで             | SJFT-0070 | 2022/10/23(第九回博麗神社秋季例大祭)               |
| 21st | たったひとつの願い事     | SJFT-0073 | 2023/05/07(第二十回博麗神社例大祭)                 |
| 22nd | ユメミガチ               | SJFT-0075 | 2023/11/12(第十回博麗神社秋季例大祭)               |

| No.  | タイトル                                                 | 品番      | 頒布開始日(イベント名)               |
| ---- | -------------------------------------------------------- | --------- | ------------------------------------ |
| 1st  | 必然のカタストロフィ                                     | SJFT-0001 | 2014/12/29(コミックマーケット87)     |
| 2nd  | 彷徨いの冥                                               | SJFT-0003 | 2015/05/10(第十二回博麗神社例大祭)   |
| 3rd  | 神風コンチェルト                                         | SJFT-0005 | 2015/05/24(砲雷撃戦!よーい!十七戦目) |
| 4th  | 色は匂へど散りぬるを                                     | SJFT-0006 | 2015/08/14(コミックマーケット88)     |
| 5th  | 聖人の調律                                               | SJFT-0008 | 2015/12/30(コミックマーケット89)     |
| 6th  | オブリヴィオン                                           | SJFT-0013 | 2016/08/13(コミックマーケット90)     |
| 7th  | 輪廻知らずの愛                                           | SJFT-0016 | 2016/12/29(コミックマーケット91)     |
| 8th  | インヴィジブル                                           | SJFT-0019 | 2017/08/11(コミックマーケット92)     |
| 9th  | 君の気付かない君の優しさ                                 | SJFT-0022 | 2017/12/29(コミックマーケット93)     |
| 10th | 秘神は背中で燃えている                                   | SJFT-0033 | 2018/08/10(コミックマーケット94)     |
| 11th | 絵空事でいいから。                                       | SJFT-0038 | 2018/12/30(コミックマーケット95)     |
| 12th | シングルズベストVol.1 果てなき風の軌跡さえ               | SJFT-0041 | 2018/12/30(コミックマーケット95)     |
| 13th | 夢色プレリュード                                         | SJFT-0045 | 2019/08/12(コミックマーケット96)     |
| 14th | 不可測的メトロポリス                                     | SJFT-0048 | 2019/12/31(コミックマーケット97)     |
| 15th | シングルズベストVol.2 無邪気と言う名の正義               | SJFT-0049 | 2019/12/31(コミックマーケット97)     |
| 16th | シングルズベストVol.3 その日、夢想は共鳴する             | SJFT-0050 | 2019/12/31(コミックマーケット97)     |
| 17th | 幸せの行方                                               | SJFT-0054 | 2020/05/05(コミックマーケット98)     |
| 18th | 無慈悲な運命と知りながら                                 | SJFT-0055 | 2020/08/09(東方名華祭14)             |
| 19th | 幻想は儚く優しく                                         | SJFT-0058 | 2020/12/31(エアコミケ2)              |
| 20th | シングルズベストVol.4 無限の旅、僕らの選択               | SJFT-0060 | 2021/03/21(第十八回博麗神社例大祭)   |
| 21st | 不完全の命                                               | SJFT-0062 | 2021/07/18(東方名華祭15)             |
| 22nd | 彩りゆく幻想                                             | SJFT-0066 | 2021/12/31(コミックマーケット99)     |
| 23rd | 幾千億分の一                                             | SJFT-0069 | 2022/08/14(コミックマーケット100)    |
| 24th | キモチとココロ                                           | SJFT-0070 | 2022/10/30(M3-2022秋)                |
| 25th | 夜明けの先                                               | SJFT-0072 | 2022/12/31(コミックマーケット101)    |
| 26th | 三日月の導き                                             | SJFT-0074 | 2023/08/13(コミックマーケット102)    |
| 27th | 深淵の果て、ひとつの光                                   | SJFT-0076 | 2023/12/31(コミックマーケット103)    |
| 28th | シングルズベストVol.1 果てなき風の軌跡さえ(リニューアル) | SJFT-0077 | 2023/12/31(コミックマーケット103)    |

このほかにも、3枚のアルバムを1枚に纏めた3in1CDなどがある。